# Bibulocystis pulcherrima
Bibulocystis pulcherrima är en svampart som beskrevs av J. Walker, Beilharz, Pascoe & Priest 2006. Bibulocystis pulcherrima ingår i släktet Bibulocystis och familjen Raveneliaceae.   Inga underarter finns listade i Catalogue of Life.